# Osbornia octodonta
Osbornia octodonta är en myrtenväxtart som beskrevs av Ferdinand von Mueller. Osbornia octodonta ingår i släktet Osbornia och familjen myrtenväxter. Inga underarter finns listade i Catalogue of Life.

## Bildgalleri

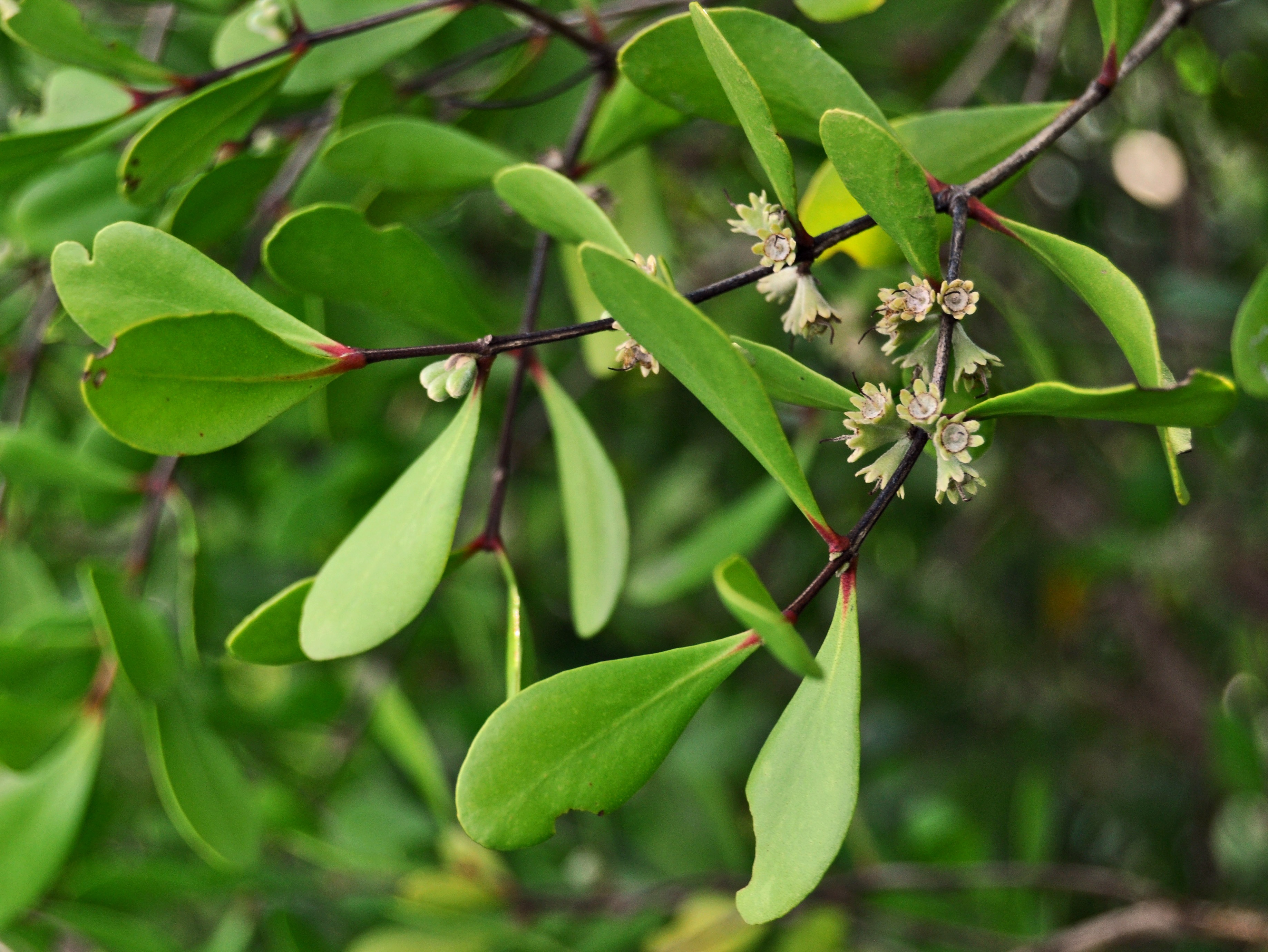